# August Meitzen
August Meitzen (né le 16 décembre 1822 à Breslau et mort le 19 janvier 1910 à Berlin) est un statisticien et économiste allemand. On lui doit la typologie des habitats ruraux (village-rue, village-tas), à laquelle il attachait une interprétation historique et ethnographique.

## Biographie
August Meitzen était élève au lycée Sainte-Marie-Madeleine de Breslau où il eut pour condisciple Ferdinand Lassalle. Après le baccalauréat, Meitzen étudia à Berlin et à Breslau, passant en 1848 son Doctorat. Sa thèse était consacrée à l'industrie horlogère en Forêt-Noire.
Meitzen occupa ensuite différents postes dans l'Administration prussienne, tout d'abord comme expert aux questions agronomiques à Breslau (1849-1865). De 1853 à 1856, il fut bourgmestre de Hirschberg dans les monts des Géants. Il consacrait une partie de ses loisirs à l'étude des livres terriers anciens ce qui l'amena à formuler ses propres hypothèses sur l'évolution historique des structures agraires en Europe centrale ; à cette occasion, Meitzen fit entre autres connaissance avec le Prof. Wilhelm Wattenbach, qui encouragea ses recherches.
En 1865, les autorités prussiennes appelèrent Meitzen à Berlin, pour qu'il organise le recensement préalable à la réforme de l'impôt foncier. Deux ans plus tard, le Bureau Royal des Statistiques (Königlich Preußische statistische Bureau) se l'attacha comme collaborateur : il y travailla entre autres avec le statisticien Ernst Engel. En 1872, Meitzen fut promu au rang de conseiller d’État (Geheimen Regierungsrates) en poste auprès de l'Office Impérial Allemand des Statistiques (Kaiserliche statistische Amt des Deutsches Reichs). Meitzen y exerça jusqu'en 1882 et s'y consacra à valoriser et compléter les recensements agronomiques, industriels et hydrographiques.
En 1875 il fut recruté comme professeur associé de Statistiques et d'Économie à l'Université de Berlin.
Ses voyages en Europe laissèrent à Meitzen le loisir de poursuivre ses études, d'où il tira la matière de ses traités de géographie historique.
Meitzen fut inhumé dans le cimetière de Stahnsdorf de Berlin.

## Essais
- Urkunden schlesischer Dörfer im „Codex diplomaticus Silesiae (de)“, vol. 4 (Bresl. 1863)
- Die Kulturzustände der Slawen vor der deutschen Kolonisation. Breslau 1864
- Die Ausbreitung der Deutschen in Deutschland und ihre Besiedelung der Slawengebiete. Iéna 1879
- Der Boden und die landwirtschaftlichen Verhältnisse des preußischen Staats. Berlin 1868/73 (4 vol.)
- Topographische Erwägungen über den Bau von Kanälen in Deutschland. Berlin 1870
- Die Frage des Kanalbaues in Preußen. Leipzig 1885
- Die Mitverantwortlichkeit der Gebildeten für das Wohl der arbeitenden Klassen. Berlin 1876
- Das deutsche Haus in seinen volkstümlichen Formen. Berlin 1882
- Geschichte, Theorie und Technik der Statistik. Berlin 1886